# Horst von Hippel
Horst Gangolf Richard von Hippel (* 25. Januar 1865 in Tilsit; † 9. Juni 1920 in Westerndorf St. Peter) war ein deutscher Seeoffizier, zuletzt Konteradmiral der Reichsmarine.

## Leben

### Herkunft
Horst von Hippel entstammte dem Adelsgeschlecht derer von Hippel und war ein Sohn von Karl Theodor Alphons (1836–1912) und von Anna Louise, geb. Caspari (1834–1913). Sein älterer Bruder war der spätere Generalleutnant Konrad von Hippel (1862–1934).

### Werdegang
Horst von Hippel trat am 21. April 1884 der Kaiserlichen Marine bei. 1888 war er als Unterleutnant zur See (Beförderung am 16. April 1887) an die Marineschule für einen Offizierkursus kommandiert. 1891 wurde er zum Leutnant zur See befördert. Im gleichen Jahr erhielt er, wie auch in der Folge mehrfach, einen „dreimonatigen Urlaub zur Wiederherstellung der Gesundheit innerhalb der Grenzen des Deutschen Reiches“. Ende November 1892 wurde er von der II. Matrosenartillerie-Abteilung abkommandiert und kam zur Vertretung als Adjutant zur II. Werftdivision. Am 3. September 1893 wurde er Lehrer an der Deckoffizierschule. Ab 1894 wurde er Erster Offizier auf der Albatross.
Von August 1907 bis Juni 1909 war er Kommandant des Kleinen Kreuzers Arcona. In dieser Position wurde er vom Korvettenkapitän bis zum Kapitän zur See befördert. Unter seinem Kommando verlegte das Schiff nach Ostasien, wo es in der Folge im Gelben Meer und vor Japan operierte.
Im April 1910 übernahm Hippel für zwei Jahre das Kommando über den Großen Kreuzer Victoria Louise und führte die dritte Auslandsreise des Schiffs durch, welche das Ziel im Mittelmeer hatte.
Am 12. April 1913 erhielt er den Charakter als Konteradmiral verliehen. Zu diesem Zeitpunkt war er zur Verfügung des Chefs der Marinestation der Ostsee gestellt.
Von August 1914 bis Januar 1916 war er Kommandeur der I. Matrosen-Division. Ab November 1911 war er Stellvertreter des Reichskommissars beim Prisengericht in Kiel.

### Familie
Am 6. Juni 1916 heiratete Hippel in Ulderup Ida Jebsen (* 1887).